# 1138 Атика
1138 Атика (енгл. 1138 Attica) је астероид главног астероидног појаса чија средња удаљеност од Сунца износи 3,148 астрономских јединица (АЈ).
Апсолутна магнитуда астероида је 11,3 а геометријски албедо 0,159.